# Zeelands Luister (schip, 1911)
Zeelands Luister is een binnenschip dat in 1911 als tweemast zeilklipper is gebouwd bij de werf van H. Boot en Zonen in Vrijenban.
Het schip heeft jarenlang zwaar verwaarloosd in Schellingwoude gelegen. Veel mensen hebben de eigenaar gevraagd het te mogen kopen om het weer terug te bouwen tot zeilklipper. De eigenaar wilde het schip echter niet kwijt. 
Het schip was bekend als het Kaapschip, als speelschip op de wal voor de jeugd aan de Maashaven N.z.in de wijk Katendrecht te Rotterdam. Daarnaast kon het ook als podium in een amphitheater voor allerlei optredens worden gebruikt.
Om het voor gebruik als speeltoestel geschikt te maken waren bij scheepswerf Hoogerwaard in de Waalhaven een groot aantal aanpassingen aan het schip gedaan, waaronder:
- het verwijderen van de luikenkap
- het plaatsen van een hek op de kop van het schip, om te voorkomen dat er iemand van te grote hoogte naar beneden valt
- het leggen van een verhoogde houten speelvloer in het laadruim
- het verwijderen van de lieren van het voordek, de pennen van de bolders en het dichtmaken van de bolderkasten
- het herplaatsen van een mast
- de den is van voor tot achter van een rondstaal voorzien, er op gelast door leerlingen van de sector Scheeps- en Jachtbouw van het Scheepvaart en Transport College tijdens de wekelijkse praktijklessen
- alle ruiten van de stuurhut en woning werden vervangen door exemplaren van lexan, een slagvast en vrijwel onbreekbare kunststof, waardoor een kijkje in het originele interieur mogelijk blijft.

Het het werd in september 2012 met de bok Matador 3 op de wal gezet, met haar kont diep in het zand, het voorschip vrij in de lucht. Het roefdek achter de stuurhut kon worden gebruikt als podium. Het publiek kon plaatsnemen op de verhogingen rondom.
Het schip mocht vijf jaar aan de Maashaven blijven staan. Daarna moest het plaats maken voor woningbouw.
Het schip ligt sinds 6 juni 2018 op Goeree-Overflakkee. In de Galathese Haven bij Ooltgensplaat als onderdeel van de natuurspeelplaats Buutenplaets. En draagt nu de naam Buutenboot.
In maart 2023 is het schip gesloopt.

## Historie
- 1911 Gedoopt als ZEELANDS LUISTER voor J. Korsman. Gemeten als 275 ton.
- 1928 Uit het faillissement van J. Korsman via de werf verkocht aan Jacob Jacobus Christiaan Polman te Amsterdam[3]
- Omgebouwd tot sleepschip
- 1975 Opgelegd in de Houthaven te Amsterdam
- 1981 Opgelegd te Schellingwoude in het Buiten-IJ nabij de Oranjesluizen.
- Verkocht aan Keimpe de Boer
- Verkocht aan Jelle Talsma, eigenaar van de gelijknamige werf in Osingahuizen.
- 2011 Verkocht aan de Stichting Kaapschip.
- 2012.03.20 Afgemeerd bij Scheepswerf Hoogerwaard in de Waalhaven in Rotterdam.
- 2012.09.07 De bok Matador 3 van Bonn & Mees brengt aan het eind van de middag het schip naar de Maashaven N.z.[4]
- 2013.03.08 Als speeltoestel gekeurd door het Keurmerkinstituut en gecertificeerd als speeltoestel.[5]
- 2023.03 Gesloopt.